# Мальон Арсентій Антонович
Арсентій Антонович Мальон (2 квітня 1921— 30 лютого 1950) — радянський військовий льотчик, Герой Радянського Союзу (1945).

## Біографія
Арсентій Мальон народився 2 квітня 1921 року у селі Гречана (нині — Волочиський район Хмельницької області України) у селянській родині. Українець. У 1934 році переїхав до міста Ровеньки Луганської області Української РСР, де закінчив семирічну школу та аероклуб, працював на шахті.
У травні 1940 року призваний на службу до Робітничо-селянської Червоної Армії. У 1942 році закінчив Ворошиловградську військову авіаційну школу льотчиків. З серпня того ж року на фронтах німецько-радянської війни. Брав участь у Сталінградській битві, визволенні Української та Білоруської РСР, Прибалтики, боях у Східній Пруссії.
До липня 1944 року гвардії капітан Арсентій Мальон командував ескадрильєю 74-го гвардійського штурмового авіаполку 1-ї гвардійської штурмової авіадивізії 1-ї повітряної армії 3-го Білоруського фронту. На той час він зробив 102 бойових вильоти на штурмовку та бомбардування скупчень бойової техніки та живої сили противника, завдавши йому великих втрат.
Після закінчення війни А.А. Мальон продовжил службу у Радянській Армії. У 1946 році закінчив інструкторсько-методичні курси при Грозненському військовому авіаційному училищі льотчиків. У листопаді 1947 року важко захворів. Тривалий час лікувався у госпіталях, але 3 лютого 1950 року помер. Похований на Старому цвинтарі у місті Барановичі Берестейської області Білорусі.

## Звання та нагороди
23 лютого 1945 року А. А. Мальону присвоєно звання Героя Радянського Союзу.
Також нагороджений:
- орденом Леніна
- 3-ма орденами Червоного Прапора
- орденом Олександра Невського
- орденом Вітчизняної війни І ступеня
- орденом Вітчизняної війни ІІ ступеня
- орденом Червоної Зірки
- медалями